# Halbkugelige Teufelskralle
Die Halbkugelige Teufelskralle (Phyteuma hemisphaericum), auch Grasblatt-Teufelskralle genannt, ist eine Pflanzenart aus der Gattung der Teufelskrallen (Phyteuma) innerhalb der Familie der Glockenblumengewächse (Campanulaceae).

## Beschreibung

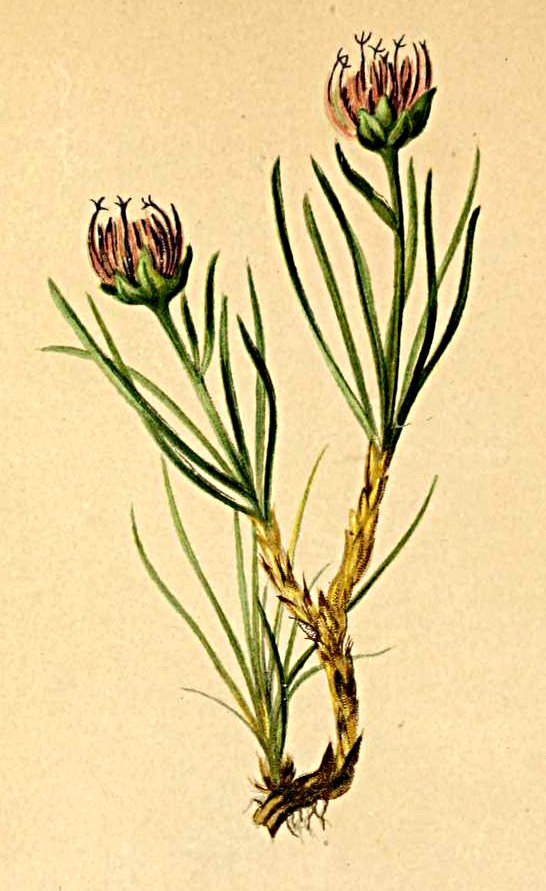
Illustration aus Atlas der Alpenflora

### Vegetative Merkmale
Die Halbkugelige Teufelskralle ist eine immergrüne, ausdauernde krautige Pflanze und erreicht Wuchshöhen von 5 bis 25 Zentimetern. Sie wächst aufrecht mit Verzweigungen an der Basis und bildet oft kleine Horste. Die Sprossachse gliedert sich zum einen in einen gestauchten, rosettenbildenden Abschnitt zum anderen in einen gestreckten Abschnitt, an welchem die Stängelblätter angeordnet sind.
Die grasartige Spreite der Grundblätter ist schmal-linealisch bis rinnenförmig-borstlich gestaltet und meist ganzrandig. Einige Grundblätter können auch eine linealisch-spatelförmige Form aufweisen. Die Breite variiert zwischen 1 und 2 Millimetern. Zum Grund hin verschmälert sich die Spreite allmählich stielartig, zur Spitze hin ist sie nicht verbreitert. Die sitzenden Stängelblätter sind kürzer als die Grundblätter. Sie zeigen eine linealische Form. Nebenblätter werden keine ausgebildet.

### Generative Merkmale
Die Blütezeit erstreckt sich von Juli bis August. Die zwittrigen und radiärsymmetrischen Blüten sind zu zehn bis zwölf in kugeligen Köpfen angeordnet. Der Köpfchendurchmesser beträgt 10 bis 20 Millimeter.  Die Hüllblätter des Blütenstandes besitzen einen eiförmigen Grund. Nach oben hin sind sie zugespitzt. Sie sind meist ganzrandig, am Grund jedoch weisen sie eine entfernte Zähnelung auf. Die Einzelblüten besitzen keinen Blütenstiel.
Die dunkelblauen Blüten sind fünfzählig mit doppelter Blütenhülle. Der Kelch endet in fünf schmal-lanzettliche Kelchzipfeln, die etwas länger als die Kelchröhre sind. Die schmal-röhrige, 8 bis 12 Millimeter lange, dunkelblaue Krone weist vor der Blütenentfaltung meist eine krallenförmige Krümmung auf. Nach dem Aufblühen ist die Kronröhre in fünf bandförmige, linealische Abschnitte geteilt. Die Kronzipfel sind während der Anthese zunächst an den Spitzen und am Grund miteinander verbunden, später sind sie frei. Die fünf freien Staubblätter besitzen an der Basis dreieckig verbreiterte Staubfäden und freie Staubbeutel, die rötlichen Pollen enthalten. Drei Fruchtblätter sind zu einem unterständigen, dreikammerigen Fruchtknoten verwachsen. Der behaarte Griffel überragt die Blütenkrone. Die meist drei Narben sind fädlich gestaltet.
Die Kapselfrucht öffnet sich seitlich mit zwei bis drei Poren.
Die Chromosomenzahl beträgt 2n = 28.

## Vorkommen und Nutzung

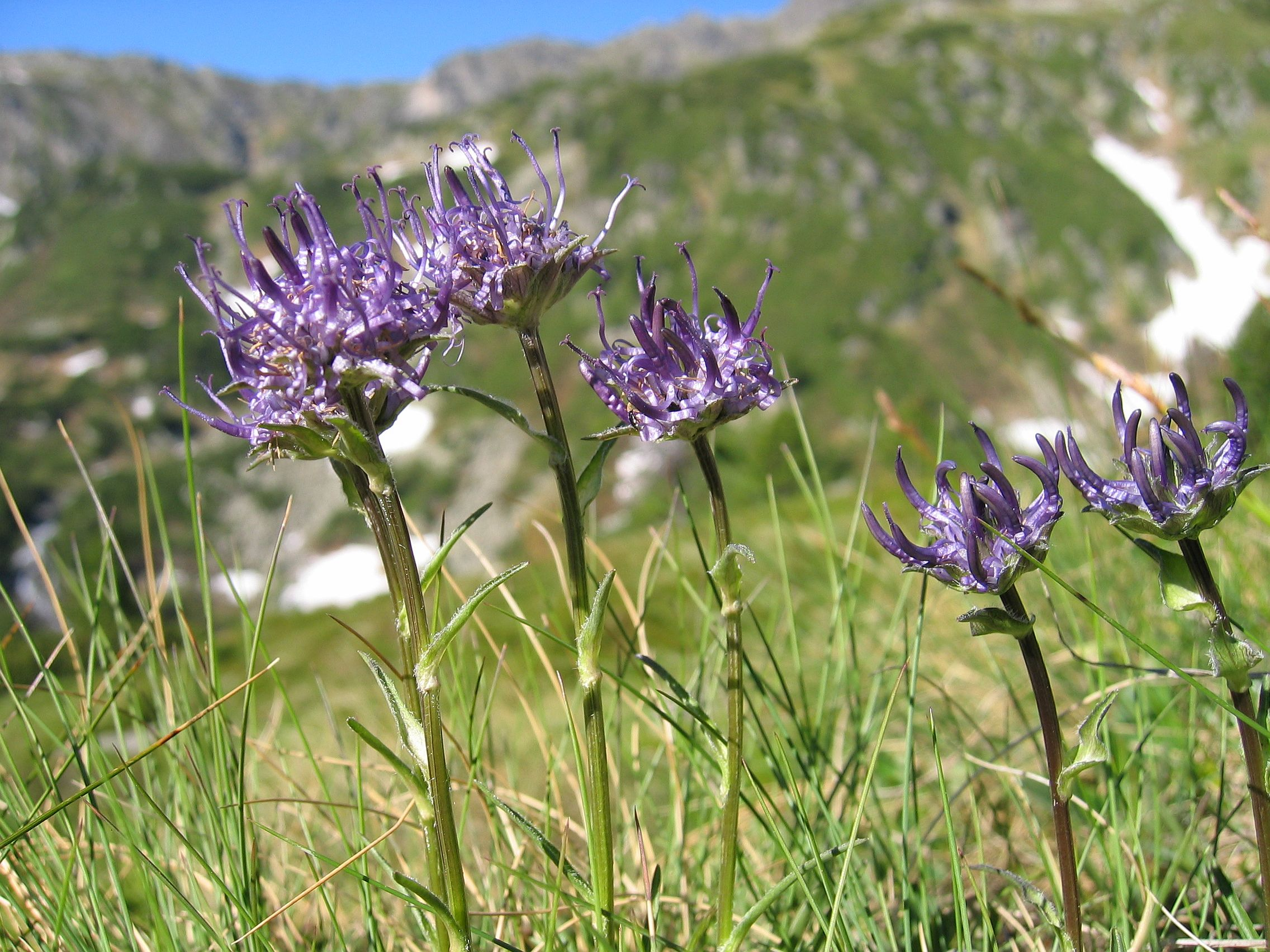
Habitus

Die Halbkugelige Teufelskralle gedeiht in den Gebirgen des nördlichen Spaniens und zentralen Frankreichs, dem Apennin und den Alpen. Es gibt Vorkommen in den Ländern Spanien, Frankreich, Italien, Schweiz, Deutschland und Österreich. Ihre Hauptvorkommen erreicht sie in Höhenlagen von 1900 bis 2800 Metern. Funde wurden ab 600 bis 3600 Metern festgestellt. In Österreich ist sie in der subalpinen bis alpinen Höhenstufe häufig in den Bundesländern Steiermark, Kärnten, Salzburg, Tirol und Vorarlberg verbreitet. In Deutschland kommt sie nur im Allgäu und im Wettersteingebirge vor. In den Allgäuer Alpen steigt sie in Vorarlberg von der Ifersguntalpe bei 1800 Metern bis zum Elferkopfgipfelin in eine Höhenlage von 2387 Meter auf.
Diese kalkmeidende Pflanze gedeiht meist in Silikatfelsfluren, bodensauren Magerrasen (Krummseggenrasen) und Zwergstrauchheiden. Sie gilt als Zeigerpflanze für stickstoffärmste Standorte (N=1).
Die ökologischen Zeigerwerte nach Landolt & al. 2010 sind in der Schweiz: Feuchtezahl F = 2+ (frisch), Lichtzahl L = 4 (hell), Reaktionszahl R = 1 (stark sauer), Temperaturzahl T = 1+ (unter-alpin, supra-subalpin und ober-subalpin), Nährstoffzahl N = 2 (nährstoffarm), Kontinentalitätszahl K = 3 (subozeanisch bis subkontinental).
Sie ist eine Charakterart der Ordnung bodensaure Hochgebirgssteppen der Alpen, alpine Krummseggenrasen (Caricetalia curvulae), kommt aber auch in Gesellschaften des Verbandes Borstgrasweide (Nardion) oder in der Assoziation Nacktriedrasen der Alpen (Elynetum myosuroidis) vor.
Als Zierpflanze ist die Teufelskralle über ihre natürlichen Vorkommen hinaus verbreitet. Selten wird sie in Steingärten angepflanzt. Sie benötigt kalkarme Böden an einem vollsonnigen Standort, an dem sie dennoch nicht zu großer Hitze ausgesetzt ist.

## Taxonomie
Die Erstveröffentlichung von Phyteuma hemisphaericum erfolgte 1753 durch Carl von Linné in seinem Werk Species Plantarum in Band 1 auf Seite 170.